# エンパイア・オブ・ザ・ウルフ
『エンパイア・オブ・ザ・ウルフ』（原題：L'Empire des loups）は、2005年制作のフランスのアクション・サスペンス映画。
ジャン＝クリストフ・グランジェ原作の小説「狼の帝国」（邦訳・創元推理文庫刊）の映画化。ジャン・レノは同じグランジェ原作の映画『クリムゾン・リバー』に続いての主演。

## あらすじ
パリ10区のトルコ人街では、不法滞在しているトルコ人の女性が惨殺される事件が立て続けに3件発生していた。
この事件を捜査するパリ警視庁の若き刑事ポール・ネルトーは、1人の男に協力を求めた。その男とはジャン＝ルイ・シフェール。彼は国家警察功労賞を受賞するほどの手柄をあげながら、ダーティーな捜査のやり口から汚職と暴力の噂が絶えず、療養所で半ば幽閉状態となっていた。だが、事件の捜査を進めるためには、トルコ人裏社会に通じた彼の協力がどうしても必要なのだ。
シフェールとネルトーは共同して事件の捜査に当たり、死体の状況からトルコの宗教儀式にのっとったものだと見抜いたシフェールは、密入国の手引きをするトルコ人組織のアジトに乗り込み、ボスを拷問する。ネルトーはそれに強い反発を覚えながらも、共同で捜査を進めていく。
やがて捜査上に1人の女が浮かび上がってくる。その女とは、内務省の高級官僚の妻アンナ。彼女は自らの記憶に疑問を抱き、失われた記憶を求めて行方をくらましていた。そして彼女は、電話帳で見つけた精神科医の協力を得て、抹殺された自分の過去を取り戻そうとする。
一方、シフェールとネルトーは、一連の連続殺人事件の背後に謎の組織“灰色の狼”の存在をつきとめる。それはオスマン・トルコ帝国の復権をたくらむ国粋主義組織である。やがて、それはアンナと結びついて、事件は思いがけない展開を見せる。

## キャスト
- ジャン＝ルイ・シフェール：ジャン・レノ（吹替：菅生隆之）
- アンナ・エメ：アーリー・ジョヴァー（吹替：八十川真由野）
- ポール・ネルトー：ジョスラン・キヴラン（フランス語版）（吹替：落合弘治）
- アケルマン：ディディエ・ソーヴグラン（フランス語版）（吹替：中博史）
- ローラン：フィリップ・バス（フランス語版）（吹替：宮内敦士）
- マチルド：ラウラ・モランテ（吹替：五十嵐麗）
- シャルリエ：パトリック・フラールシェン（フランス語版）（吹替：佐々木睦）
- アゼール：ダヴィ・カンメノ（吹替：板倉光隆）
- アミアン：エチエンヌ・シコ（フランス語版）
- ヴァーノン・ドブチェフ